# Mây tất
Mây tất, tên khoa học Calamus salicifolius, còn gọi là Mây sắt, Mây lá liễu, là loài thực vật có hoa thuộc họ Arecaceae. Loài này được Becc. mô tả khoa học đầu tiên năm 1902.